# Medical Flora
Medical Flora (abreviado Med. Fl.) es un libro con ilustraciones y descripciones botánicas que fue escrito por el polímata, naturalista, meteorólogo, y arqueólogo estadounidense de origen franco-germano-italiano; Constantine Samuel Rafinesque y publicado en Filadelfia en 2 volúmenes en los años 1828 a 1830, con el nombre de Medical Flora, a Manual of the Medical Botany of the United States of North America.